# Sande Zeig
Sande Zeig es una directora de cine y escritora estadounidense. Fue pareja de la escritora feminista francesa Monique Wittig.

## Trayectoria
Sande Zeig nació en Nueva York de ascendencia judía. Estudió teatro en Wisconsin y París. En 1975, Zeig vivía en París, estudiando mimo y enseñando kárate, cuando conoció a la escritora Monique Wittig.
En 1994 estrenó en el Festival de Sundance el corto Central Park. Su película, estrenada en 2000, The Girl, está basada en un relato corto de Wittig. Su película biográfica de 2008 Soul Masters: Dr. Guo and Dr. Sha sigue el trabajo de dos curanderos chinos, uno de los cuales había tratado previamente al padre de Zeig. Realizó el documental Apache 8 sobre el primer equipo de extinción de incendios forestales formado exclusivamente por mujeres de la tribu apache White Mountain. Sister Jaguar's Journey, del 2015, narra la historia de una monja dominica que encuentra la paz y el perdón a través de la medicina vegetal en la selva amazónica, y The Living Saint of Thailand, es un cortometraje sobre la monja budista Mae Chee Sansanee Sthirasuta, que realizó en 2019.
Zeig fue fundadora de la compañía de distribución de películas de la ciudad de Nueva York, Artistic License Films.
Fue programadora del Loft Cinema de Tucson (Arizona), del Bleecker Street Cinema de Nueva York, del Festival de Cine Lésbico y Gay de Nueva York y del Festival de Cine Lésbico y Gay de Los Ángeles.

## Filmografía
- Parque central (1994)
- La chica (2000)
- Maestros del alma: Dr. Guo y Dr. Sha (2008)
- Apache 8 (2011)
- El viaje de la hermana Jaguar (2015)